# Pokrovka (raion de Beriózovka)
Pokrovka (en rus: Покровка) és un poble del krai de Perm, a Rússia, que el 2016 tenia 250 habitants.